# Tillandsia 'Sexton'
Tillandsia 'Sexton' es un  cultivar híbrido del género Tillandsia perteneciente a la familia  Bromeliaceae.
Es un híbrido creado en el año 1997 con la especie Tillandsia stricta & Tillandsia tenuifolia